# Flughafen João Pessoa

i8
i11
i13
Der Flughafen João Pessoa (portugiesisch Aeroporto Internacional de João Pessoa - Presidente Castro Pinto, IATA-Code: JPA, ICAO-Code: SBJP) ist ein öffentlicher Flughafen 12 km von João Pessoa im brasilianischen Bundesstaat Paraíba entfernt.

## Flughafendaten
Der Flughafen hat eine Asphaltpiste mit 2515 m Länge und 45 m Breite. Er liegt auf einer Seehöhe von 66 m. Die Gesamtfläche des Flughafens beträgt 142 ha. Er verfügt über eine Passagierkapazität von 2,3 Mio.

## Geschichte
Das erste Passagierterminal und die Start- und Landebahn des Flughafens wurden 1957 vom Luftfahrtministerium gebaut und vom ehemaligen DAC – Department of Civil Aviation betrieben.
Die administrative und operative technische Zuständigkeit wurde am 1. Februar 1979 an Infraero übertragen.
Zwischen 1980 und 1981 wurden im Rahmen von Vereinbarungen mit dem Bundesstaat Paraíba Arbeiten und Dienstleistungen zur Erweiterung, Renovierung und Verbesserung der Infrastruktur durchgeführt: Erweiterung der Landebahn 16/34 auf 2515 × 45 m und um den Betrieb von Flugzeugen (unter anderen der brasilianischen Luftwaffe) wie Boeing 707-320C zu ermöglichen KC 137 (132 Tonnen), DC-10-30 (210 Tonnen), B-727-200 (80 Tonnen) und Boeing 747 (318 Tonnen). Im April 1983 wurde das Luftfrachtterminal eingeweiht. Im Jahr 1985 wurden die Bauarbeiten für ein neues Passagierterminal abgeschlossen.
Zwischen 2016 und 2017 erhielt das Terminal Investitionen in Verbesserungen wie den neuen Kontrollturm und die Installation neuer Förderbänder in der Ankunftshalle und im neuen Check-in-Bereich des Passagierterminal. Am 1. Juli 2017 verzeichnete der Flughafen seinen ersten internationalen Flug seit 16 Jahren. Gol Linhas Aéreas bietet einen wöchentlichen Flug an, der die Hauptstadt Paraíba mit Buenos Aires, der Hauptstadt Argentiniens, verbindet.
Im März 2018 wurde die Konzession an Aeroportos do Nordeste do Brasil S/A gegeben, eine Tochtergesellschaft des spanischen Intrastrukturunternehmens Aena.

## Flugbetrieb
Im Jahr 2022 wurden 752.950 Passagiere transportiert.
LATAM Airlines Brasil, Azul Linhas Aéreas und Gol Linhas Aéreas sind die wichtigsten Fluggesellschaften, ⁣⁣die den Flughafen bedienen.